# Escudo de Sergipe
El escudo de armas de Sergipe, oficializado a través de la Ley n.º 2 del 5 de junio de 1892, es usado en documentos y papeles impresos por el Gobierno del Estado de Sergipe (Brasil). Es del profesor Brício Cardoso la creación del escudo de armas, oficializado el 5 de julio de 1892 por la Asamblea Legislativa. Su simbología está representada por el indio - Serigy o Sergipe - embarcándose en un globo; en su centro la palabra "Porvir" (en castellano: Porvenir o Futuro). Debajo del cesto del globo la leyenda en latín Sub Lege Libertas (en castellano: Libertad bajo la Ley). Encerrando la banda la fecha de la primera Constitución Política del Estado 18 de maio de 1892 (en castellano: 18 de mayo de 1892). El indio representa el pasado y el globo el futuro y la civilización.

## Escudos anteriores

### Colonia
En escudo redondo portugués de gules, un sol dorado con una cara humana en su centro.

Antiguo escudo de Sergipe, en el período colonial holandés.
Antiguo escudo de Sergipe, en el período colonial.
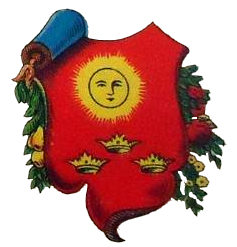
Escudo de la capitanía de Sergipe.

- Datos: Q5138241